# 서철모 (1964년)
서철모(徐轍模, 1964년~)은 대한민국의 정치인, 전 행정공무원이다. 민선 8기 대전광역시 서구청장이다.
1964년 3남 1녀 중 막내아들로 태어났다. 충청남도 홍성 출신으로 대전광역시 중구 선화동에서 자랐으며, 중학교 3학년 때 대전광역시 서구 괴정동으로 이사해 행정고시에 합격할 때까지 이곳에서 살았다. 35회 행정고시에 합격한 후 1992년부터 공직 생활을 시작했다. 행정안전부, 충청남도, 대전광역시, 충청남도 천안시 등에서 근무하였으며, 2020년 6월 대전광역시 행정부시장으로 부임한 후 2021년 퇴임하였다.이후 2022년 6월 제8회 전국동시지방선거 대전 서구청장 선거에 출마하여 당선되었다.

## 학력
- 대전대신초등학교
- 대전동산중학교
- 대전고등학교
- 충남대학교 법과대학 행정학 학사
- 엑시터 대학교 행정학 석사
- 공주대학교 대학원 건설공학 박사

## 경력
- 1991년 제35회 행정고시 합격
- 내무부 사무관
- 행정자치부 장관실 서기관
- 충청남도 정책기획관, 문화관광국장
- 행정안전부 지역녹색성장과장
- 주 뉴욕영사
- 안전행정부 UN 공공행정포럼준비단 부단장
- 2015. 7.~2017. 9. 충청남도 천안시 부시장
- 2017. 9.~2018. 10. 충청남도 기획조정실장
- 2018. 10.~2019. 12. 행정안전부 예방안전정책관
- 2020. 1.~2020. 6. 행정안전부 지방세정책관
- 2020. 6.~2021. 12. 제17대 대전광역시 행정부시장
- 2022. 7.~: 제9대 대전광역시 서구청장
- 2022. 7.~: 대전구청장협의회장
- 2022. 7.~: 제4대 대전광역시서구인재육성장학재단 이사장
- 2022. 9.~2024. 6.: 대한민국시장·군수·구청장협의회 대변인
- 2022. 12.~: 공공데이터전략위원회 위원
- 2023. 2.~2024. 6.: 대한민국 시장군수구청장협의회 복지분권 분과위원회 위원장
- 2024. 7.~: 대한민국시장·군수·구청장협의회 공동회장

## 역대 선거 결과
| 실시년도 | 선거      | 대수 | 직책   | 선거구    | 정당     | 득표수    | 득표율          | 순위 | 당락 | 비고           |
| -------- | --------- | ---- | ------ | --------- | -------- | --------- | --------------- | ---- | ---- | -------------- |
| 2022년   | 지방 선거 | 9대  | 구청장 | 대전 서구 | 국민의힘 | 101,023표 | \| \| 53.25% \| | 1위  |      | 초선, 민선 8기 |
|          | 53.25%    |      |        |           |          |           |                 |      |      |                |